# Can Ponç (Viladamat)
Can Ponç és un edifici al nucli urbà de la població de Viladamat (Alt Empordà), a l'extrem sud del nucli antic, formant cantonada entre el carrer Major i el carrer de la Creu. Edifici catalogat a l'Inventari del Patrimoni Arquitectònic de Catalunya, cantoner de planta rectangular, format per tres crugies perpendiculars a la façana principal, amb una zona de jardí al nord de la construcció. La construcció és bastida amb pedra sense treballar lligada amb abundant morter. Hi han trams del parament bastits amb carreus ben desbastats. A les cantonades hi ha carreus de pedra calcària, el mateix tipus de pedra utilitzat per bastir les obertures. Presenta la coberta de dues vessants de teula i està distribuït en planta baixa i pis. La façana principal, orientada a migdia, presenta un gran portal d'accés d'arc de mig punt adovellat, amb els brancals bastits amb carreus desbastats. Al seu costat hi ha un ample contrafort, foradat per una finestra d'arc rebaixat posterior.
Al pis, damunt del portal i al centre de la façana, hi ha una finestra rectangular emmarcada amb carreus de pedra, amb motllures decoratives a l'intradós i coronada per un frontó triangular, dins del qual s'esculpí una petxina en relleu. A banda i banda del frontó hi ha dos relleus decoratius més, el jou i les sagetes, relacionats amb la nissaga dels Reis Catòlics. Sota l'ampit hi ha una inscripció gravada amb el nom de la persona i l'any de construcció: "IOAN BRIOLF ME FESIT 1584". Aquesta data segurament correspon a la reconstrucció de la casa sobre les restes d'una anterior, ja que la família Ponç, propietària del casal, està documentada des del s.XIII. Segons la tradició, el 21 de novembre del 1467, en el context de les guerres contra Joan el Sense Fe, el príncep Ferran, futur rei "Catòlic", es va refugiar de les tropes del duc de Calàbria en una casa de Viladamat, que possiblement es correspon amb aquest edifici. Com a represàlia per aquest fet la construcció va ser cremada. Durant la reconstrucció duta a terme a l'edifici en el segle xvi, a banda i banda del frontó superior de la finestra situada damunt del portal principal, hi ha uns motius esculpits en baix relleu interpretats com la representació del jou i les sagetes, emblema dels reis catòlics, en commemoració d'aquell fet.
A l'extrem de llevant de la façana hi ha una finestra rectangular amb la llinda sostinguda amb permòdols, i a l'extrem de ponent, una altra finestra rectangular, amb la llinda d'arc conopial, decorada amb una roseta central. Les obertures de la façana de llevant són més simples, totes rectangulars i emmarcades amb carreus de pedra. En canvi, les de la façana de ponent, tot i que restituïdes, són d'arc de mig punt amb l'emmarcament arrebossat. A l'interior, l'edifici presenta sostres embigats de fusta i d'altres coberts amb voltes rebaixades.